# هجوم لييج 2011
هجوم لييج 2011 هو هجوم قتل جماعي حدث في 13 ديسمبر 2011 في مدينة لييج، بلجيكا. قام بالهجوم شخص يدعى نور الدين عمراني (33 عاما) حيث قام بإلقاء قنابل يدوية ثم قام بإطلاق النار بشكل عشوائي من بندقية آلية من نوع FN FAL على المارة في ساحة سانت لامبرت. أدى هذا الهجوم إلى مقتل 4 أشخاص بالإضافة إلى إصابة 123 آخرون بجروح بعضها بليغ، قبل أن يطلق النار على نفسه من مسدس وينتحر. وكان عمراني قد قتل سيده تعمل عاملة نظافة في شقته في وقت سابق لتنفيذه الهجوم، وترك جثتها في صندوق يستخدمه لزراعة الماريوانا.

## المنفذ
نور الدين عمراني ولد في إكسل (ولد 15 نوفمبر 1978). مع أنه من أصل مغربي، لكن عمراني لم يتحدث اللغة العربية، وكان غير مسلم وفقا لمحاميته.